# Барлинек
Барлинек (пол. Barlinek) — город в Польше, входит в Западно-Поморское воеводство, Мыслибуржский повят. Имеет статус городско-сельской гмины. Занимает площадь 17,54 км². Население — 14 385 человек (на 2005 год). Расположен на реке Плоня, на северном берегу Барлиньского озера.

### Известные уроженцы
- Эмануил Ласкер (1868—1941) — второй чемпион мира по шахматам (1894—1921)

## Международные отношения
Города-побратимы:
- Экше, Швеция

## Галерея

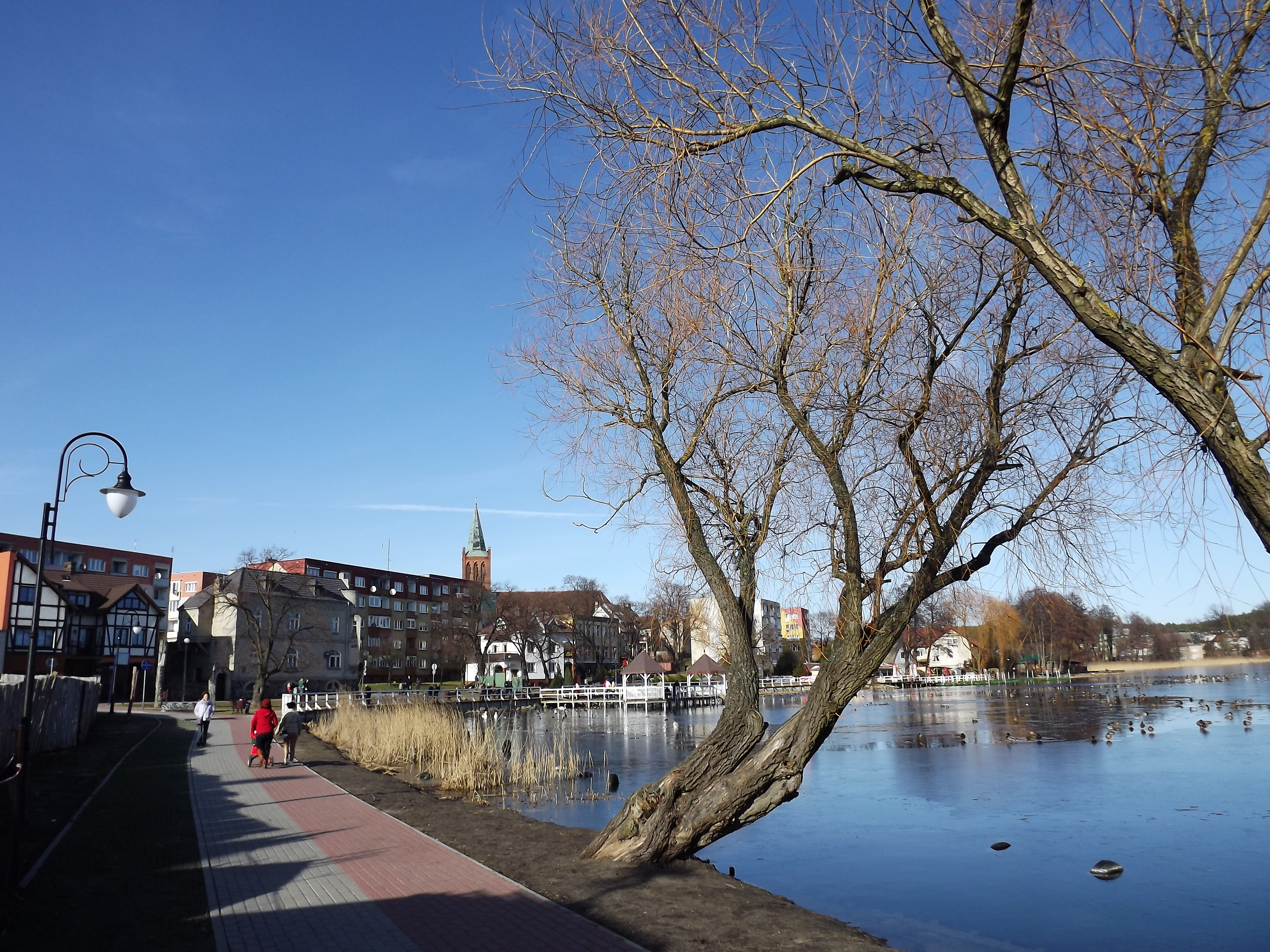
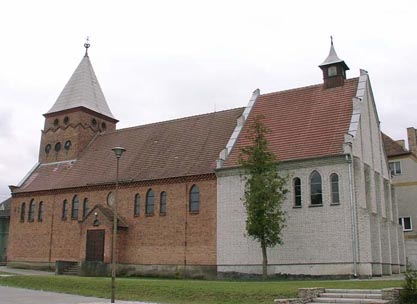
Костёл
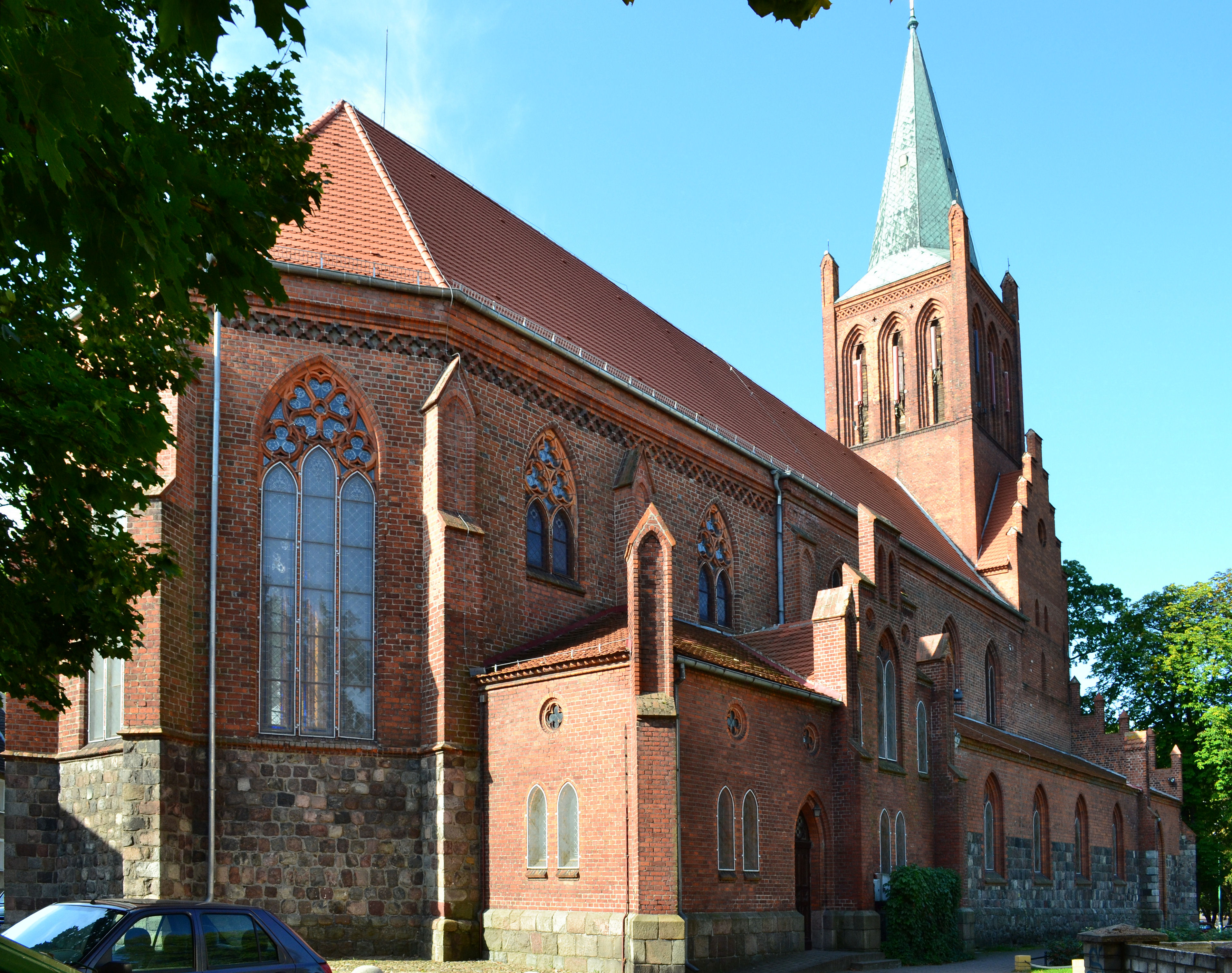
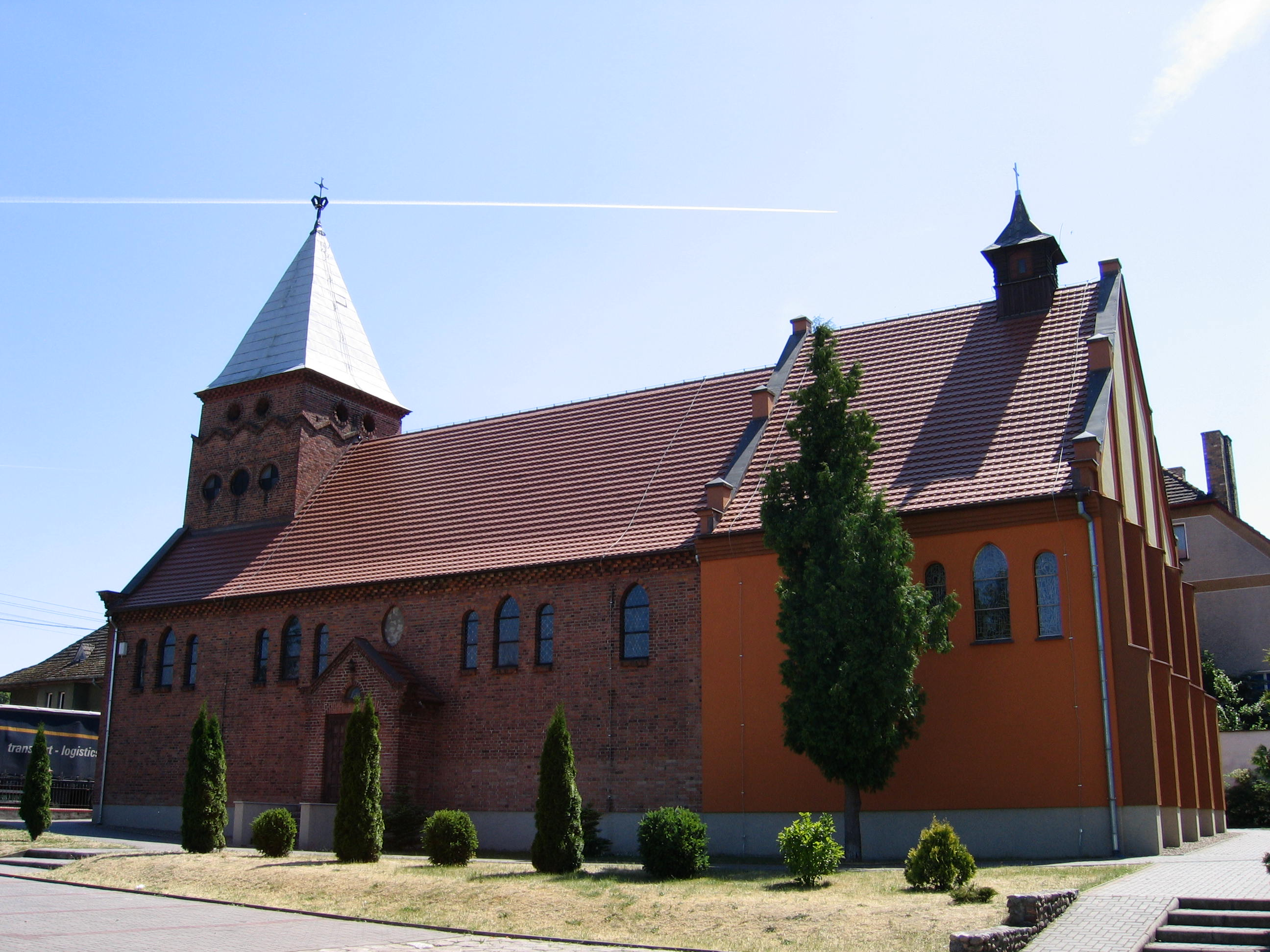
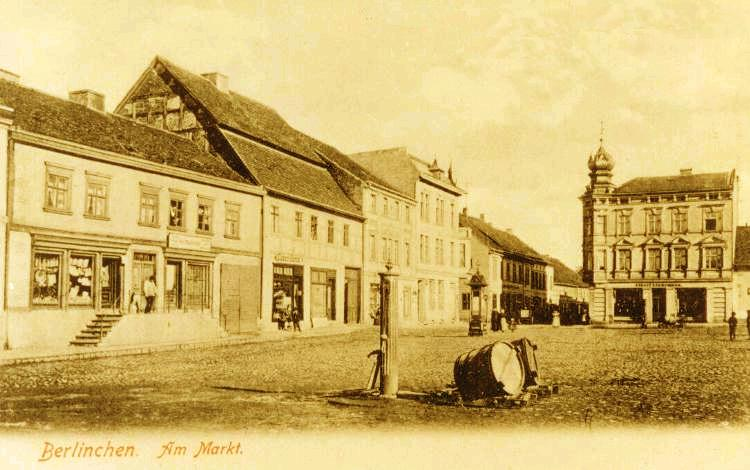